# Роберт Бассард
Роберт Бассард (англ. Robert W. Bussard, 11 серпня 1928 — 6 жовтня 2007) — американський фізик, працював в основному в галузі ядерної термоядерної енергії. Він був лауреатом премії Досягнення Шрайбер-Спенс для STAIF-2004. Він був також членом Міжнародної академії астронавтики, доктор наук Принстонського університету. У 1960 р. запропонував міжзоряний прямотічний двигун.